# Mike McCready
Michael David McCready (ur. 5 kwietnia 1966 w Pensacoli) – amerykański muzyk, gitarzysta i członek zespołu Pearl Jam.

## Życiorys
McCready urodził się w Pensacola (Floryda), jednak krótko po narodzinach wraz z rodziną przeprowadził się do Seattle. Gdy jego rodzice słuchali Jimiego Hendriksa i Carlosa Santany, wszyscy koledzy fascynowali się muzyką Kiss i Aerosmith. W wieku 11 lat McCready dostał swoją pierwszą gitarę i próbował naśladować Gene’a Simmonsa z Kiss.
W czasie szkolnej kariery McCready założył zespół Warrior, którego nazwę szybko zmieniono na Shadow. Początkowo był to zespół coverowy, grający w czasie przerw, jednak z czasem chłopcy zaczęli tworzyć własny materiał.
Po nieudanej próbie zaistnienia z Shadow i rozpadzie zespołu, McCready dołączył do Love Chile. Nową formację Mike’a usłyszał licealny kolega Stone Gossard i zaprosił Michaela do swojej nowo powstałej grupy. Członkami Mookie Blaylock oprócz Stone’a i Mike’a zostali basista Jeff Ament, perkusista Dave Krusen (którego z czasem zastąpili Dave Abbruzzese, Jack Irons i Matt Cameron) i wokalista Eddie Vedder. Szersza publiczność poznała ten projekt jako Pearl Jam.
Pearl Jam po wydaniu płyty Ten stał się bardzo popularny. McCready miał trudności z pogodzeniem się ze sławą, uzależnił się od alkoholu i narkotyków.
W czasie produkowania Vitalogy, Mike trafił na odwyk w Minneapolis. Założył wtedy wraz z wokalistą Alice in Chains, Layne’em Staleyem zespół The Gacy Bunch. Po kilku występach przemiamowano go na Mad Season. Mike grał także w grupie The Rockfords, nazwanej tak na cześć jego ulubionego programu telewizyjnego The Rockford Files. W skład zespołu wchodzili koledzy z Shadow i Carrie Akre z Goodness. Ich debiutancki singel ukazał się w 2000 roku. Wziął udział w „Experience Hendrix Tribute Tour” – tournée poświęconemu Jimiemu Hendriksowi.
W maju 2005 podczas prywatnej ceremonii w Maui Mike ożenił się z Ashley O’Connor.